# Platymantis insulatus
Espèce
Synonymes
- Platymantis insulata Brown & Alcala, 1970

Statut de conservation UICN

 CR B1ab(iii)+2ab(iii) : 
En danger critique
Platymantis insulatus est une espèce d'amphibiens de la famille des Ceratobatrachidae.

## Répartition
Cette espèce est endémique des Philippines. Elle se rencontre uniquement sur South Gigante Island, une petite île volcanique à l'Est de Panay dont la superficie est d'environ 300 ha dépendant de la municipalité de Carles.

## Description

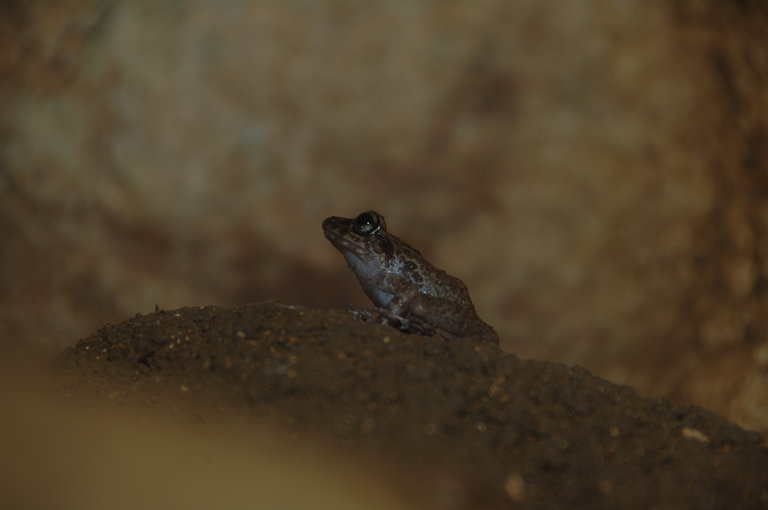
Platymantis insulatus

Platymantis insulatus mesure de 38 à 42 mm. Son dos et ses flancs sont gris verdâtre à brun. Les individus les plus clairs sont tachetés de brun foncé.

## Publication originale
- Brown & Alcala, 1970 : A new species of the genus Platymantis (Ranidae) with a list of the amphibians known from South Gigante Island, Philippines. Occasional Papers of the California Academy of Sciences, vol. 84, p. 1-7 (texte intégral).